# Ernest Bevin

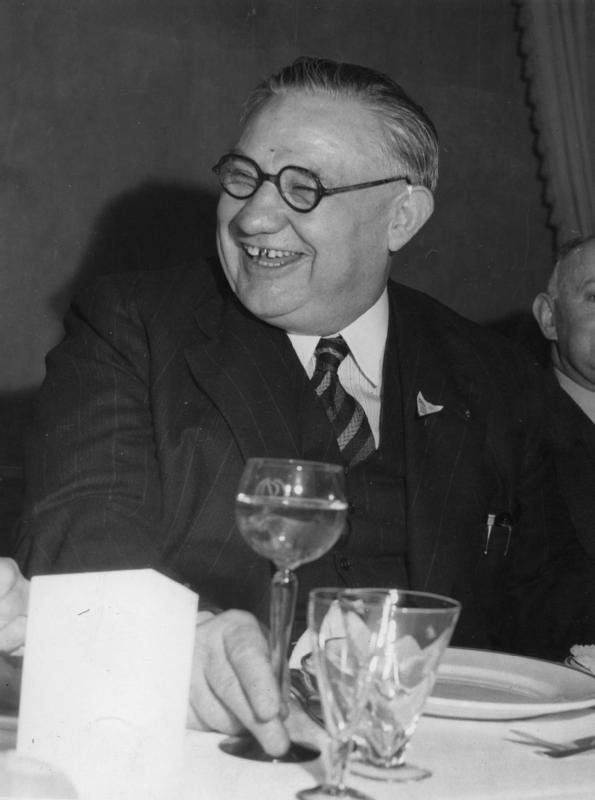
Ernest Bevin (1940)

Ernest Bevin (* 9. März 1881 in Winsford, Somerset; † 14. April 1951 in London) war ein britischer Gewerkschaftsführer und Politiker (Labour Party). Er war Arbeitsminister von 1940 bis 1945 und Außenminister von 1945 bis 1951.

## Leben und Wirken

### (1881–1940)
Bevin wurde 1881 als Sohn eines Landarbeiters und eines Hausmädchens im Somerset geboren. Die Mutter verlor er bereits mit acht Jahren, den Schulbesuch in Crediton brach er bereits mit neun Jahren ab. Seine fehlende Schulbildung holte er später auf autodidaktischem Wege nach.
Ab seinem elften Lebensjahr war Bevin darauf angewiesen, arbeiten zu gehen, um seinen Lebensunterhalt zu verdienen. So arbeitete er unter anderem als Lastwagenfahrer in Bristol, bevor er sich verstärkt in der britischen Gewerkschaftsbewegung engagierte. 1911 wurde er schließlich zum Sekretär der in England und Wales tätigen Hafenarbeitergewerkschaft Dock, Wharf, Riverside and General Labourers’ Union berufen und 1914 wurde er mit der landesweiten Organisation derselben beauftragt.
1922 beteiligte Bevin sich an der Gründung der Transportarbeitergewerkschaft Transport and General Workers' Union (TGWU), die bald zur größten Gewerkschaft in Großbritannien überhaupt werden sollte. Als erster Generalsekretär der TGWU wurde er rasch zu einem der wichtigsten Gewerkschaftsführer des Landes und damit auch zu einer maßgebenden Figur der britischen Politik. Ideologisch verstand sich Bevin zu dieser Zeit als gemäßigter Sozialist: Er lehnte den Kommunismus und die Idee, politische Ziele mit Hilfe von Gewalt durchzusetzen, gleichermaßen ab und setzte stattdessen auf eine Erneuerung des Staates von innen durch Reformen.
Ab 1925 war er Mitglied im Generalrat des Trades Union Congress (TUC). 1926 nahm er in führender Position, aber ohne persönliche Begeisterung, am britischen Generalstreik teil. Er gehörte dem pragmatischen Flügel der Gewerkschaftsbewegung an, der daran glaubte, seinen Mitgliedern durch direkte Verhandlungen unter Androhung von Streikmaßnahmen als Ultima Ratio materielle Gewinne zu verschaffen.
Obwohl Bevin von ihrer Gründung an Mitglied der Labour Party und später auch Angehöriger ihrer Unterhausfraktion war, besaß er nur geringes Vertrauen in das parlamentarische System. Sein Verhältnis zum ersten Labour-Premier Ramsay MacDonald war denkbar schlecht und die Beziehung verschlechterte sich noch weiter, als MacDonald 1931 eine Zweck-Allianz mit den Konservativen einging.
In den 1930er Jahren, als die Labour Party innerlich gespalten und politisch geschwächt war, fand Bevin sich zu einer parteiübergreifenden Zusammenarbeit mit den konservativen Regierungen von Baldwin und Chamberlain bereit.
Zur selben Zeit begann er, sich intensiv mit außenpolitischen Fragen zu befassen. Als entschiedener Gegner des Nationalsozialismus lehnte er die Appeasement-Politik Chamberlains gegenüber Deutschland nachdrücklich ab. Bevins scharfe Attacken gegen die pazifistischen Kreise innerhalb der Labour Party führten 1935 zum Rücktritt von George Lansbury als Parteiführer, an dessen Stelle Clement Attlee als neuer Parteivorsitzender trat.

### Minister im Kriegskabinett Churchill (1940–1945)

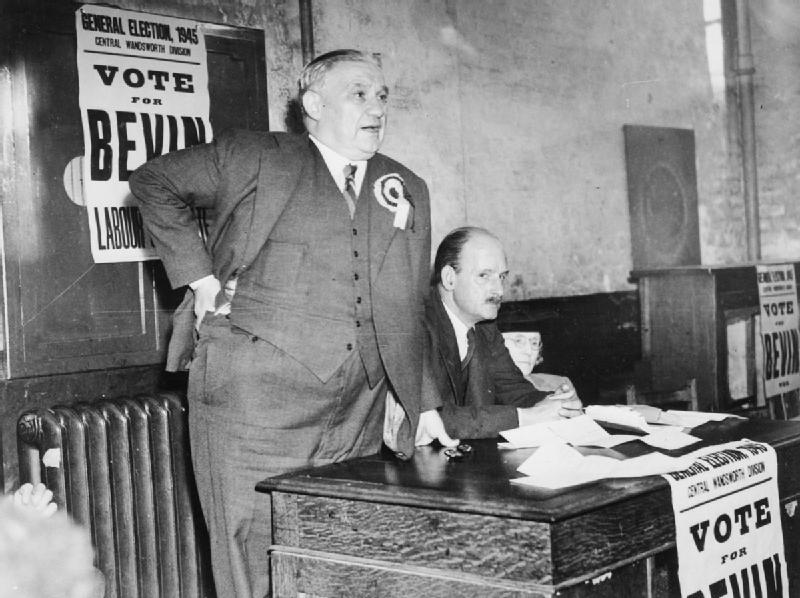
Ernest Bevin bei einer Wahlkampfveranstaltung 1945

Anfang Oktober 1940 ernannte Winston Churchill Bevin zum Minister für Arbeit und Wehrdienst in seiner Kriegsregierung, er war zugleich Mitglied des inneren Kriegskabinetts. Infolge des Emergency Powers (Defence) Act (1939) konnte Bevin aus dieser Position die staatliche Lenkung großer Teile der britischen Wirtschaft organisieren, unter anderem durch die Umverteilung von Arbeitskräften. Während dieser Zeit war Bevin verantwortlich für die Abzweigung von 48.000 Zwangsverpflichteten vom Militärdienst in die Montanindustrie. Diese Arbeiter wurden als Bevin Boys bekannt. Kurz nach seiner Ernennung zum Arbeitsminister wurde Bevin ohne Gegenbewerber für einen Londoner Wahlbezirk ins Unterhaus gewählt. Bevin blieb Arbeitsminister, bis die Labour-Politiker die Koalitionsregierung 1945 verließen.

### Minister in der Regierung Attlee (1945–1951)

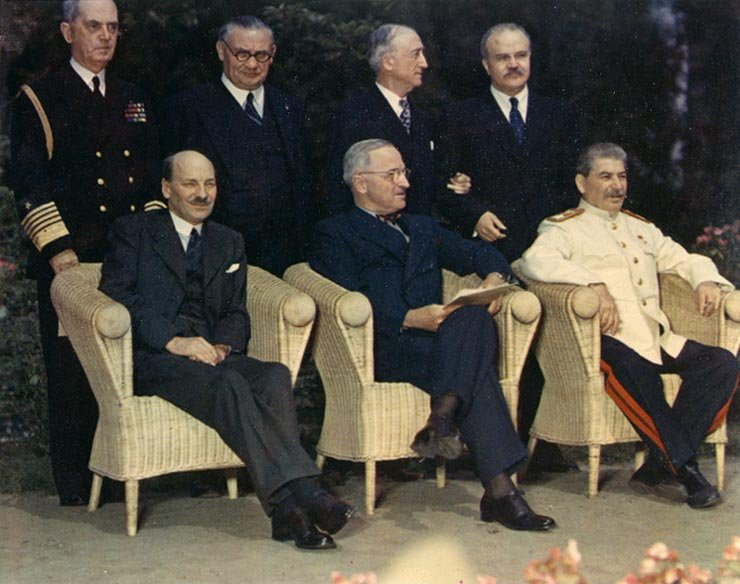
Bevin (hintere Reihe, zweiter von links) als Außenminister auf der Potsdamer Konferenz im August 1945

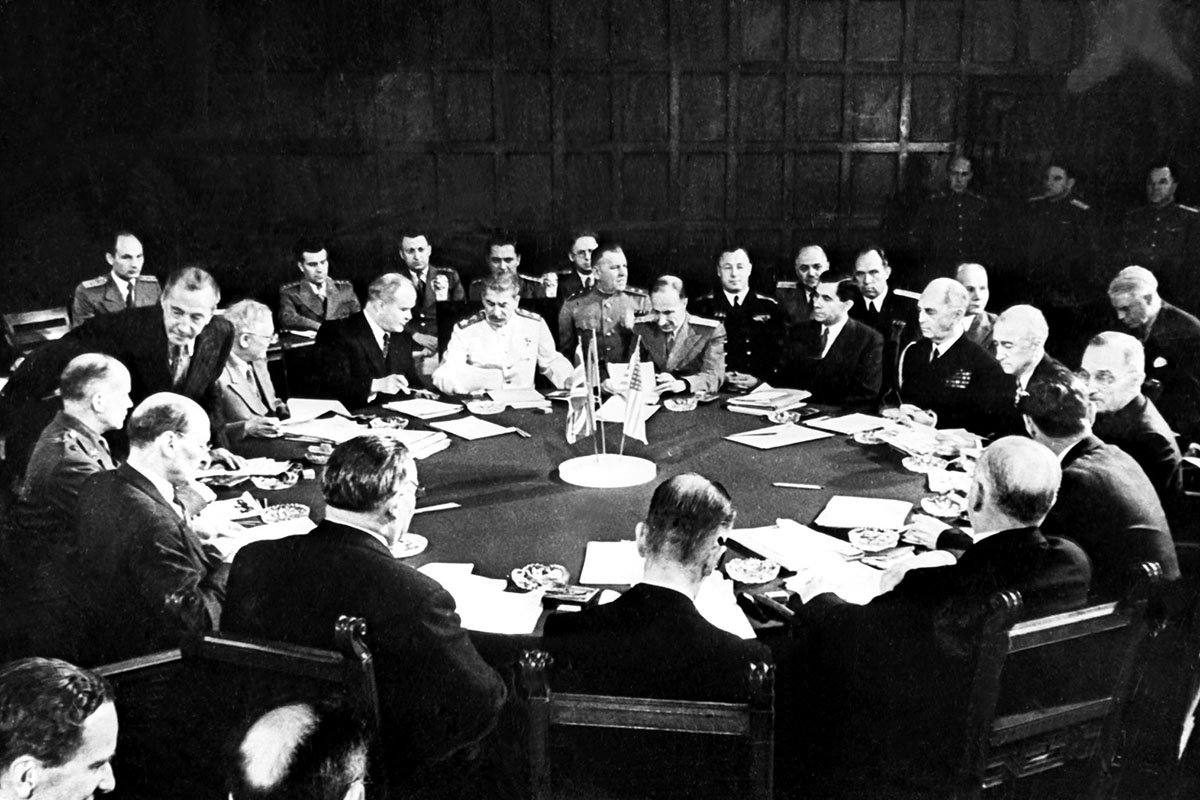
Am Konferenztisch sitzen u. a. Clement Attlee, Ernest Bevin, Wjatscheslaw Michailowitsch Molotow, Josef Stalin, William Daniel Leahy, James F. Byrnes und Harry S. Truman.

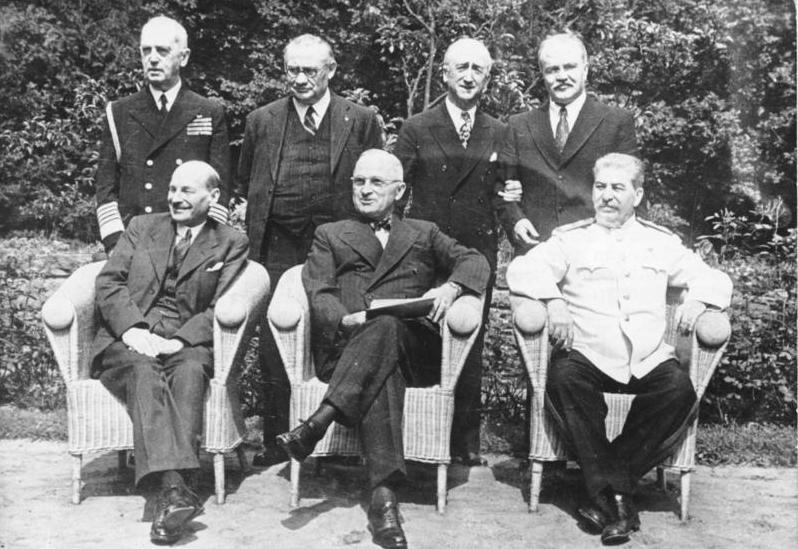
Gruppenbild mit (von links) Clement Attlee, Harry S. Truman, Josef Stalin in Korbsesseln sitzend; stehend dahinter: William Daniel Leahy, Ernest Bevin, James F. Byrnes und Wjatscheslaw Michailowitsch Molotow.

Nach dem Sieg der Labour Party in den Unterhauswahlen vom Sommer 1945 wurde Bevin vom neuen Premierminister Clement Attlee zum Außenminister in der neuen Regierung berufen. Das Amt des Schatzkanzlers (Chancellor of the Exchequer = Finanzminister), für das Attlee ursprünglich Bevin ins Auge gefasst hatte, wurde stattdessen an Hugh Dalton übertragen.
Noch im Juli 1945, kurz nach dem Wahlsieg der Labour Party, reiste Bevin gemeinsam mit Attlee nach Potsdam, um dort die Plätze von Churchill und Eden als britische Vertreter bei der Potsdamer Konferenz einzunehmen, auf der die drei führenden Siegermächte des Zweiten Weltkrieges sich über ihre Politik gegenüber dem besiegten und besetzten Deutschland einigten.
Als Außenminister befürwortete Bevin, der als „Arbeiterführer“ keine emotionale Bindung zum britischen Kolonialreich („British Empire“) empfand, eine rasche Entlassung Indiens und der anderen überseeischen Besitzungen Großbritanniens in die Unabhängigkeit. Zu der Gleichgültigkeit, mit der Bevin die Auflösung des Empires betrachtete, trug insbesondere seine Auffassung bei, dass dieses ohnehin immer nur dem reichen Teil der britischen Bevölkerung (darunter den Herzögen und Baronen) genutzt habe, während die Arbeiterklasse von den Profiten des Empires ausgeschlossen geblieben sei.
Mit Blick auf den sich anbahnenden Kalten Krieg zwischen Ost und West trat Bevin trotz seines sozialistischen Hintergrundes als überzeugter Antikommunist hervor. Zur Institutionalisierung des westlichen Blocksystems trug er insoweit entscheidend bei, als er maßgeblichen Anteil an der Schaffung von zwei Schlüsselinstrumenten hatte, mit denen die Sanierung und organisatorische Strukturgebung des westlichen Systems verwirklicht wurde:
- der Marshallplan-Hilfe und
- der NATO.

Bei der Gründung deutscher Länder im Gebiet der britischen Besatzungszone sorgte er dafür, dass 1946 aus dem Nordteil des Rheinlandes und aus Westfalen Nordrhein-Westfalen mit der Hauptstadt Düsseldorf gebildet wurde, um das für den Wiederaufbau Europas bedeutende Industriegebiet an Rhein und Ruhr ungeteilt dort einfügen zu können.
Obwohl viele Parteikollegen – darunter Richard Stafford Cripps – eine Premierministerschaft Bevins anstelle von Attlee befürworteten, erhob Bevin niemals Ansprüche auf diesen Posten.
1945 setzte er sich für eine parlamentarische Versammlung in der zu gründenden UNO ein, deren Mitglieder direkt von den Bürgern der Mitgliedsländer gewählt werden sollten.
1946 trat Bevin dafür ein, das Protektorat Britisch-Somaliland und die Gebiete Italienisch-Somaliland und Ost-Äthiopien/Ogaden, die seit 1941 von Großbritannien verwaltet wurden, weiterhin geeint zu lassen und gemeinsam zum Treuhandgebiet zu machen. Dieser „Bevin-Plan“ fand bei den anderen Großmächten keine Unterstützung, brachte Bevin jedoch hohes Ansehen bei Somali-Nationalisten, welche die Einigung aller Somali in einem Groß-Somalia anstrebten. Ebenso fiel der 1949 entwickelte Bevin-Sforza-Plan über die Zukunft der ehemaligen italienischen Kolonie Libyen durch.
Er lehnte die Forderung der zionistischen Bewegung ab, das Weißbuch von 1939 zu annullieren, dessen Bestimmungen die jüdische Einwanderung in Palästina verhinderten. Ebenso lehnte er die Teilungsvorschläge für Palästina ab und stand der Bildung eines jüdischen Staates Israel ablehnend gegenüber. Hauptmotiv für ihn war der Gedanke, dass ein zu schnelles Nachgeben Großbritanniens das britische Ansehen in der arabischen Welt beschädigen und außerdem den Eindruck erwecken würde, dass Großbritannien vor den Anschlägen, die einige extreme zionistische Gruppen zu dieser Zeit gegen britische Einrichtungen in Palästina verübten, kapituliere.
Letztendlich gab die britische Regierung dem Druck der internationalen Meinung und dem Einfluss der USA nach und verwies das Problem an die Vereinten Nationen, die Ende 1947 den UN-Teilungsplan für Palästina beschlossen und so die Grundlage für die Gründung des Staates Israel legten.
Bevin musste sich auch mit den großen Zahlungsproblemen befassen, die der britische Staatshaushalt seit Kriegsende hatte. Eine 1945 von den USA empfangene Anleihe von 3,75 Milliarden Dollar verbrauchte sich doppelt so schnell wie geplant; Anfang 1947 bot das Vereinigte Königreich seinen letzten verbliebenen Auslandsbesitz (Eisenbahnen in Argentinien) zum Kauf an.

„Zur Demonstration der Dringlichkeit kündigte er im Februar offiziell die Zurückziehung britischer Truppen aus dem von kommunistischen Partisanen wimmelnden Griechenland und aus Palästina an. Also [proklamierte] .. Harry Truman ... die Truman-Doktrin: Waffenhilfe für Griechenland und die Türkei. Und an der Harvard-Universität in Boston verkündete George Catlett Marshall sein Europa-Hilfsprogramm, dessen politischer Sinn für Amerika darin liegt, das europäische Wirtschafts- und Menschenpotential nicht den Sowjets in die Hände fallen zu lassen. ... Bevin erfand auch die Bezeichnung Marshallplan, um einen großen amerikanischen Namen vor das Programm zu spannen.“

Im März 1951 wurde Bevin trotz seiner angeschlagenen Gesundheit zum Lordsiegelbewahrer ernannt.
Er starb am 14. April 1951. Nach seinem Tod wurde er im Golders Green Crematorium in London eingeäschert, seine Urne in der Westminster Abbey beigesetzt. Das Grab Bevins befindet sich neben dem Clement Attlees. Ihm zu Ehren ist der Bevin-Gletscher in der Antarktis benannt.
Bekannt wurde sein Ausspruch „Wer die Büchse der Pandora öffnet, kann nie wissen, welche trojanischen Pferde herausfliegen.“